# Vitor Frezarin Bueno
Vitor Frezarin Bueno (Monte Alto, 5 settembre 1994) è un calciatore brasiliano, centrocampista del Cerezo Osaka.

## Caratteristiche tecniche
È un trequartista.

## Carriera
Cresciuto nelle giovanili del Botafogo-SP, ha esordito il 25 gennaio 2014 in occasione del match del Campionato Paulista vinto 4-2 contro il Paulista.

## Statistiche

### Presenze e reti nei club
Statistiche aggiornate al 31 ottobre 2018.
| Stagione           | Squadra            | Campionato         | Campionato | Campionato | Coppe nazionali | Coppe nazionali | Coppe nazionali | Coppe continentali | Coppe continentali | Coppe continentali | Altre coppe | Altre coppe | Altre coppe | Totale | Totale | Totale |
| Stagione           | Squadra            | Comp               | Pres       | Reti       | Comp            | Pres            | Reti            | Comp               | Pres               | Reti               | Comp        | Pres        | Reti        | Pres   | Reti   |        |
| ------------------ | ------------------ | ------------------ | ---------- | ---------- | --------------- | --------------- | --------------- | ------------------ | ------------------ | ------------------ | ----------- | ----------- | ----------- | ------ | ------ | ------ |
| 2014               | Botafogo-SP        | A1/SP              | 7          | 0          | CB              | 0               | 0               |                    | -                  | -                  | CP          | 23          | 8           | 30     | 8      |        |
| 2015               | Botafogo-SP        | A1/SP+D            | 4+0        | 2          | CB              | 0               | 0               |                    | -                  | -                  |             | -           | -           | 4      | 2      |        |
| Totale Botafogo-SP | Totale Botafogo-SP | Totale Botafogo-SP | 11         | 2          |                 | 0               | 0               |                    | -                  | -                  |             | 23          | 8           | 34     | 10     |        |
| 2015               | Santos             | A1/SP+A            | 0+4        | 1          | CB              | 0               | 0               |                    | -                  | -                  |             | -           | -           | 4      | 1      |        |
| 2016               | Santos             | A1/SP+A            | 11+33      | 3+10       | CB              | 4               | 0               |                    | -                  | -                  |             | -           | -           | 48     | 13     |        |
| 2017               | Santos             | A1/SP+A            | 12+8       | 4+0        | CB              | 3               | 0               | CL                 | 6                  | 3                  |             | -           | -           | 29     | 7      |        |
| 2018               | Santos             | A1/SP+A            | 8+5        | 0          | CB              | 2               | 0               | CL                 | 4                  | 0                  |             | -           | -           | 19     | 0      |        |
| Totale Santos      | Totale Santos      | Totale Santos      | 81         | 18         |                 | 9               | 0               |                    | 10                 | 3                  |             | -           | -           | 100    | 21     |        |
| 2018-2019          | Dinamo Kiev        | PL                 | 2          | 0          | KU              | 1               | 0               | UCL+UEL            | 0+0                | 0+0                | SU          | -           | -           | 3      | 0      |        |
| Totale carriera    | Totale carriera    | Totale carriera    | 94         | 20         |                 | 10              | 0               |                    | 10                 | 3                  |             | 23          | 8           | 137    | 31     |        |

## Palmarès

### Club

#### Competizioni statali
- Campionato paulista: 1

Santos: 2006